# Vrmac
Vrmac je planina u Bokokotorskom zaljevu, karakteristična po tomu što je u isti mah i poluotok i planina, pa tako u literaturi nalazimo pojmove Vrmac, ali i Vrmački poluotok. Naime, taj kopneni masiv, s najvišim vrhom Sveti Ilija (766 m nadmorske visine), istočni dio Boke kotorske dijeli na dva unutarnja zaljeva: Tivatski i Kotorski. Prema zapadu se blago spušta k Verigama, tjesnacu koji ga odvaja od Devesinjskog poluotoka, koji pak zapadni dio Boke dijeli na Risanski i Topljansko-Hercegnovski zaljev. U prošlosti je imao veliki strategijski značaj jer je upravo kroz Verige prolazila granica između Osmanskog Carstva i Mletačke Republike, pa tako i danas nalazimo tragove fortifikacijskih objekata, podignutih poradi obrane granica. Omiljeno je izletište i destinacija za pješačenje, orijentiranje i brdski biciklizam. Visoko na Vrmcu je naselje Crni Plat, izvorište današnjeg Tivta.

## Vanjske poveznice
|  | Zajednički poslužitelj ima još gradiva o temi Vrmac |